# Вакуумные электронные приборы

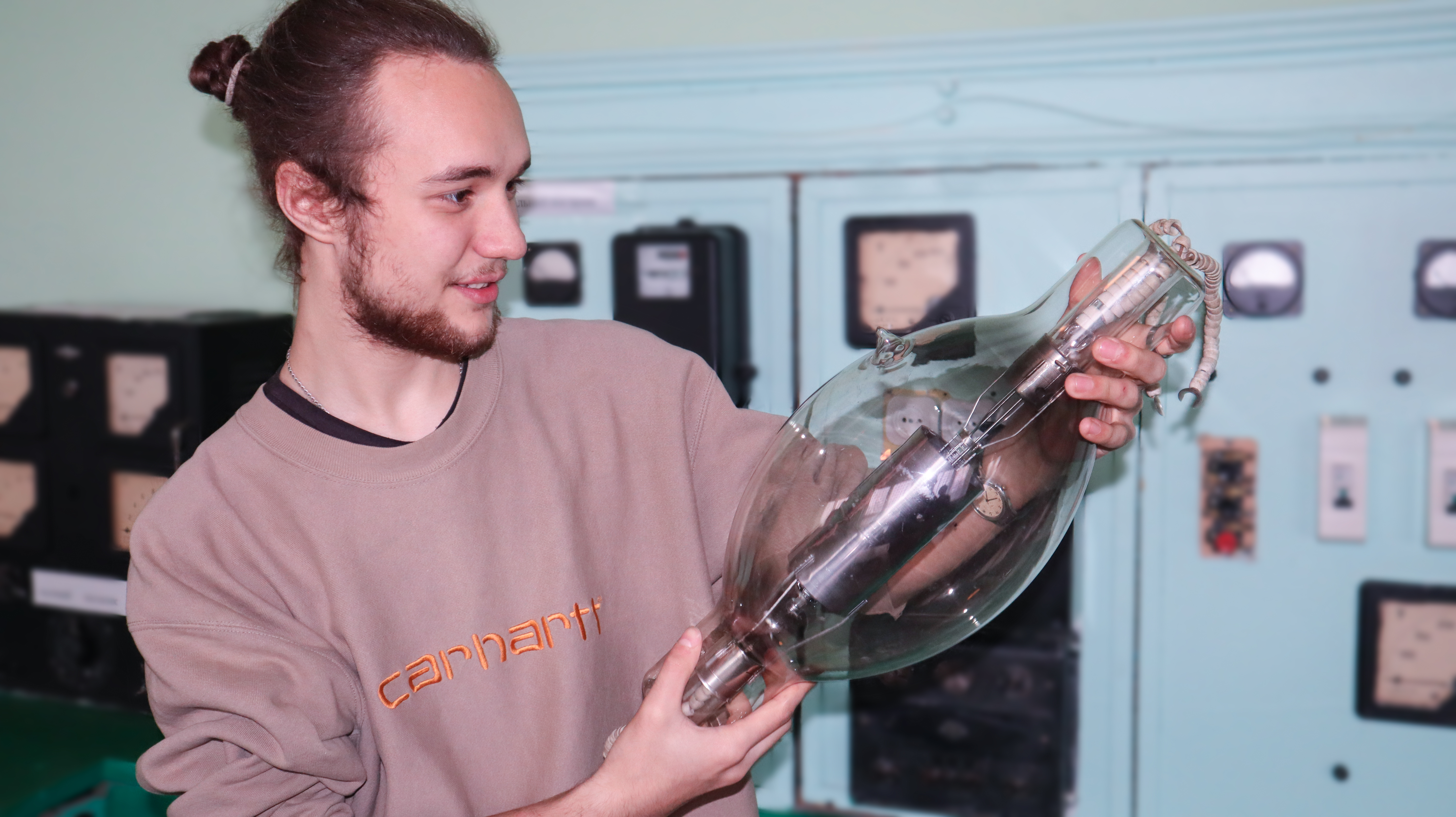
Электровакуумная лампа

Вакуумные электронные приборы — один из типов электровакуумных приборов. Главная особенность приборов данного типа — движение электронов происходит в вакууме.

## Конструкция
Вакуумные электронные приборы обычно представляют собой герметично запаянные стеклянные, металлические или керамические (нувисторы) сосуды с различными электродами внутри, соединёнными с контактами внешнего разъёма прибора через стеклянный или керамический вакуумно-плотный изолятор. Предварительно из них удаляют воздух. Откачивание сопровождается прогревом, как тепловым, так и высокочастотным (реже СВЧ полем), внутренностей прибора с целью удаления абсорбированных газов. Также для этого используется геттер — круг или кольцо из тонкой жести, покрытый металлическим барием или специальным химическим составом, хорошо поглощающим газы как во время распыления, так и после. Это, как правило, самые ядовитые вещества в вакуумных приборах.
Чем меньше внутри останется газов, тем более долговечен прибор. Минимальное остаточное давление в электронных приборах, работающих при напряжениях до 1 кВ, для долговременной работы считается 10−4 Па. Для высоковольтных кинескопов (27 кВ) минимум составляет 10−7 Па (5-10 лет).
Для крупногабаритных устройств вроде ускорителей требования в тысячи раз выше.
В любом вакуумном приборе есть катод (прямого или косвенного нагрева, реже без подогрева — «холодный»), часто покрытый особым составом для высокой эмиссии электронов в вакуум рабочей зоны прибора; и анод — последний рабочий электрод, собирающий «отработанные» электроны.
Все вакуумные приборы имеют в качестве рабочего вещества электронный поток, летящий от катода к аноду и взаимодействующий по пути с простыми электродами (сетки и фокусирующие электроды) и сложными (СВЧ резонаторами, люминесцентными экранами, и тд.)

## Классификация
Вакуумные электронные приборы можно разделить на следующие классы:
- Электронные лампы или радиолампы: диоды, триоды, тетроды (в том числе лучевые), пентоды, — часто в одном баллоне для общего удешевления размещают сразу несколько разных вакуумных приборов;
  - Вакуумные приборы СВЧ: магнетроны, клистроны, ЛБВ, ЛОВ;
- Электронно-лучевые приборы: электронно-лучевые трубки, кинескопы;
  - Ускорители заряженных частиц: рентгеновские трубки;
- Фотоэлектронные приборы: ФЭУ, вакуумные фотоэлементы, электронно-оптический преобразователь;
- Вакуумные индикаторы: индикаторные лампы(устар.), магический глаз, вакуумно-люминесцентные индикаторы.